# Jan Van Beers
Pour les articles homonymes, voir Jan van Beers.
Jan Van Beers, dit aussi Jan Van Beers « le Jeune », est un peintre belge né le 27 mars 1852 à Lierre dans la province d'Anvers et mort en France à Fay-aux-Loges (Loiret) le 17 novembre 1927.

## Biographie
Il est le fils du poète Jan van Beers.
Il suit les cours des Beaux-Arts à Anvers avec Alexandre Struys et vivent quelques mois ensemble dans un appartement meublé avec goût par le père Struys, futur antiquaire, puis ils se séparent après un voyage mouvementé à Londres. Ils y ont eu de fréquents contacts avec Jef Lambeaux. 
Il s'installe en 1878 à Paris et travaille dans l'atelier d'Alfred Stevens et Struys rejoint l'École des Beaux-Arts de Weimar.
Jan Van Beers est au cœur un scandale au Salon de Bruxelles de 1881 où il expose deux toiles. Il est accusé par trois critiques d'art d'avoir peint sur une photographie son tableau Le Yacht La Sirène. Il propose alors de confier l'analyse à des experts, mais un visiteur gratte lui-même la toile ce qui ajoute de l'ampleur à l'affaire. Un comité composé de Jean De Rongé président du Cercle artistique et littéraire de Bruxelles, de Jean-François Portaels, directeur de l'Académie royale des beaux-arts de Bruxelles et d'autres artistes peintres de renom, ainsi que des experts scientifiques, après étude, déclare unanimement qu'il n'y a pas de photographie et que le peintre est « un honnête homme ». Jan Van Beers s'adresse aux tribunaux afin d'intenter un procès en diffamation contre Lucien Solvay, critique d'art qui demeure sur ses positions, en raison de son honneur mis en cause et de la nuisance que le critique portait à son commerce. Le jugement est rendu en faveur de Lucien Solvay le 31 janvier 1882, estimant légitime le droit à la critique et que l'honneur du peintre, en dépit du bruit soulevé par la presse, est demeuré intact. 
```
Il se marie le 11 avril 1903 à Senlisse (78) avec Rosalie Capoulade. Jan Van Beers représenta régulièrement son épouse de 17ans plus jeune que lui. Fréquentation désapprouvée par la famille qui refuse un gendre à la réputation sulfureuse, ils s'enfuirent secrètement. La famille encore aujourd'hui clame la version que Rosalie a été enlevée : version plus acceptable pour sa réputation.
```

Ils vivent à Fay aux loges, au château de la Reinerie où le peintre décède le 17 novembre 1927.

Il confie des illustrations à de nombreux périodiques comme la Revue illustrée.
Il peut être vu comme un « peintre mondain ».

## Œuvres dans les musées...
- Paris, Musée du Petit Palais.

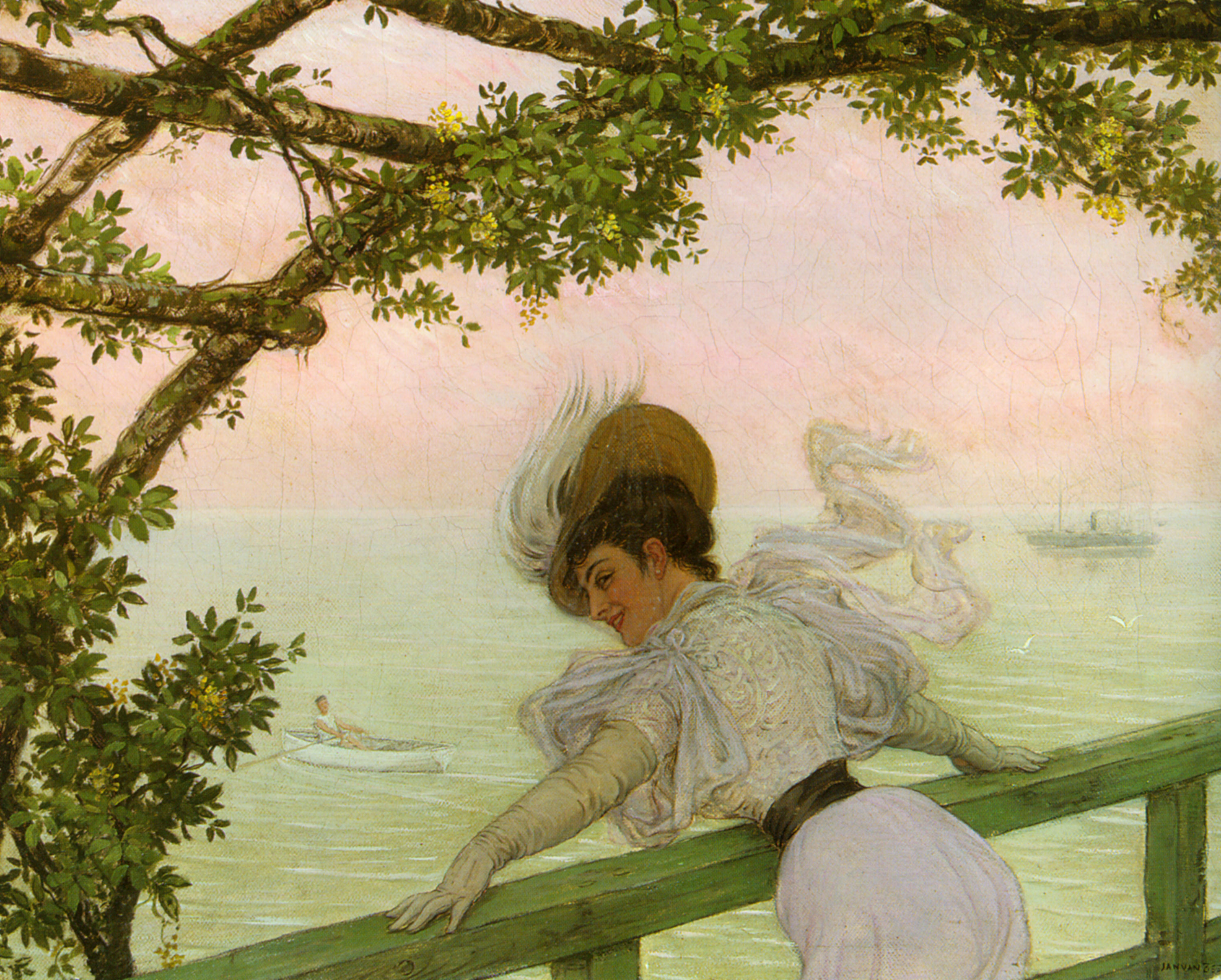
Au balcon, collection privée

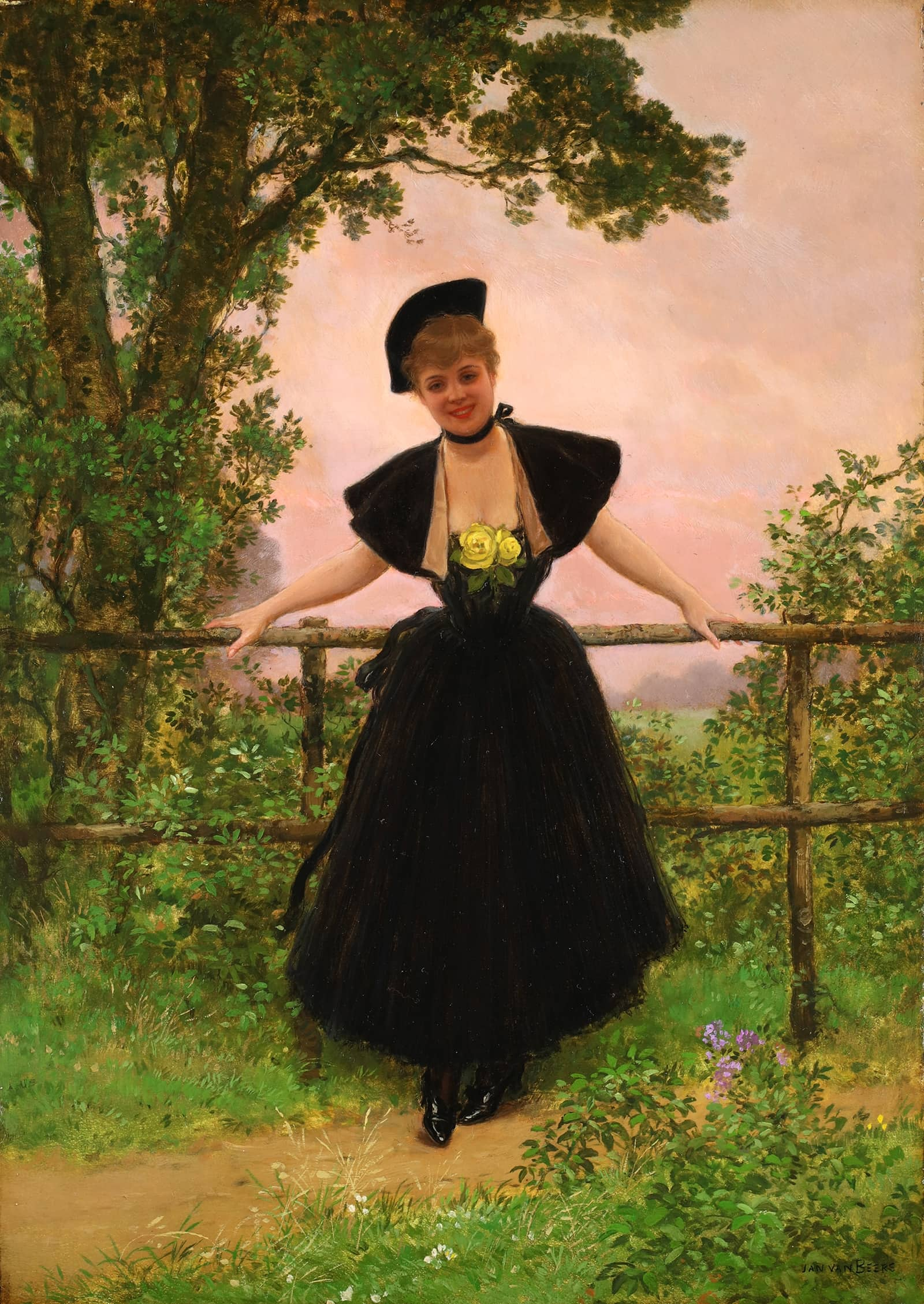
l'allégorie du printemps (Collection Américaine)

  - Les funérailles de Charles le Bon, Comte de Flandre, célébrées à Bruges le 22 avril 1127.
- Rouen, Musée des Beaux-Arts.
  - Une Parisienne, av.1927, huile sur bois, 21 × 13,5 cm
- Arras, Musée des Beaux-Arts
  - Un Mousquetaire, huile sur toile (1874)
- Aux Musées royaux des Beaux-Arts de Bruxelles (acquis à la vente d'Edmond Huybrechts)
  - Portrait de Mme Sarah Bernhardt (1888), Peinture moderne, Inv. 3640.

## Distinction
- Chevalier de l'ordre de Léopold (4 mai 1881)[3].